# South Philadelphia
South Philadelphia, bijgenaamd South Philly, is het zuidelijkste stadsdeel van de Amerikaanse stad Philadelphia. Het stadsdeel wordt in het noorden begrensd door South Street, de rivier de Delaware in oosten en het zuiden en de Schuylkill River in het westen.
In het stadsdeel ligt het South Philadelphia Sports Complex waar de sportstadions Wells Fargo Center, Lincoln Financial Field en het Citizens Bank Park deel van uitmaken.

## Geschiedenis
De dorpen Southwark en Moyamensing werden gesticht als de eerste uitbreidingen van de stad Philadelphia buiten haar stadsgrenzen. Tijdens de Industriële Revolutie kende het gebied een snelle bevolkingsgroei en stedelijke ontwikkeling. Het gebied profiteerde erg van de komst van de Ierse immigranten na de Ierse hongersnood. Samen met de andere buitengebieden van de stad ging het stadsdeel van 1854 definitief deel uitmaken van Philadelphia County.

## Bezienswaardigheden
- Gloria Dei (Old Swedes') Church
- American Swedish Historical Museum
- Philadelphia Naval Shipyard

## Bekende inwoners
- Frankie Avalon, zanger en acteur
- Fabian Forte, zanger en acteur
- Al Martino, zanger en acteur
- Sylvester Stallone, acteur